# Струкозеро
Струкозеро — пресноводное озеро на территории Девятинского сельского поселения Вытегорского района Вологодской области.

## Физико-географическая характеристика
Площадь озера — 0,5 км². Располагается на высоте 184,5 метров над уровнем моря.
Форма озера продолговатая: оно почти на два километра вытянуто с северо-запада на юго-восток. Берега каменисто-песчаные.
Из северо-западной оконечности озера вытекает протока, впадающая в Югозеро, из которого берёт начало река Юга, впадающая в реку Андому, впадающую, в свою очередь, в Онежское озеро.
По центру озера расположен один относительно крупный (по масштабам водоёма) остров без названия.
К югу от озера проходит автодорога местного значения.
Населённые пункты вблизи водоёма отсутствуют.
Код объекта в государственном водном реестре — 01040100611102000019821.

### Комментарии
1. ↑  Согласно ГШ и ГГЦ исток Юги находится в Струкозере.